# Zingiber purpureum
Zingiber purpureum là một loài thực vật có hoa trong họ Gừng.

## Lịch sử phân loại
Loài này được Roscoe miêu tả khoa học đầu tiên năm 1807. Trong quá khứ, nó thường được biết đến dưới danh pháp Zingiber cassumunar, dù danh pháp này được Roxburgh công bố muộn hơn vào năm 1810.
Baker (1892) và Schumann (1904) cho rằng Z. cassumunar có danh pháp đồng nghĩa là Z. montanum (Koenig) Dietrich., 1831. Tuy nhiên, một số tác giả khác lại coi Z. purpureum / Z. cassumunar là khác biệt với Z. montanum.
Năm 1998, Theilade định nghĩa lại Z. montanum như là loài có các danh pháp đồng nghĩa bao gồm Amomum montanum Koenig. ex Retz., 1783, Z. purpureum, Z. cassumunar Roxb., 1810, do mẫu Koenig J.G. s. n. thu thập tại Phuket, Thái Lan mà trước đây tưởng đã mất trên biển nhưng gần đây được phát hiện là lưu giữ tại Đại học Copenhagen (C) và nó từng được coi là holotype của Amomum montanum J.Koenig, 1783, mặc dù trong mô tả của Koenig ghi rất rõ là lá bắc màu đỏ thắm và cánh môi màu máu lốm đốm trắng (Amomum montanum strobilo coccineo... Bracteae integerrimae, leviter striatae, subcoriaceae, coccineae.... Lacinia quarta... maculis lineolisque sanguineis et albis marmoris instar picta....), khác với mẫu vật này còn mẫu vật thì giống với Z. purpureum. Tuy nhiên, điều này đã được công nhận cho tới gần đây, mặc dù trong mô tả của Z. montanum với Z. purpureum / Z. cassumunar có nhiều điểm khác biệt. Như thế, trong khoảng thời gian 20 năm gần đây người ta cho rằng Z. purpureum là đồng nghĩa của Z. montanum.
Năm 2019, sau khi xem xét lịch sử các tên gọi, các mẫu vật có liên quan, Lin Bai et al. cho rằng mẫu Koenig J.G. s. n. không phải là mẫu gốc và nó là của Z. purpureum. Các tác giả đã tách hai loài này ra khỏi nhau.

## Mẫu định danh
Các mẫu định danh bao gồm:
- Z. purpureum: Shepherd J. s. n.; thu thập năm 1824 tại Vườn Thực vật Liverpool. Mẫu neotype lưu giữ tại Bảo tàng Thế giới thuộc Các Bảo tàng Quốc gia Liverpool (LIV).
- Z. cassumunar var. subglabrum: C.P.3727; thu thập tại Hantani, huyện Kandy, tỉnh Trung tâm, Sri Lanka. Mẫu lectotype lưu giữ tại Vườn Thực vật Hoàng gia ở Peradeniya, Sri Lanka (PDA).
- Z. pubisquama: Clemens M.S. 1163a; thu thập tháng 9 năm 1907 tại Camp Keithley (= Camp Marahui), hồ Lanao, tỉnh Lanao del Sur, Philippines. Mẫu lectotype lưu giữ tại Vườn Thực vật Hoàng gia tại Kew (K).
- Z. paucipunctatum: Fang D. 78614 (cây trồng); thu thập ngày 27 tháng 7 năm 1994, tọa độ 22°51′30″B 108°22′39″Đ / 22,85833°B 108,3775°Đ (tọa độ do ZRC cung cấp 23°38′31″B 108°15′21″Đ / 23,64194°B 108,25583°Đ thiếu chính xác), Vườn Thực vật Dược dụng Quảng Tây (广西药用植物园), đại lộ Trúc Tương, quận Hưng Ninh, Nam Ninh, Quảng Tây, Trung Quốc. Mẫu holotype và isotype đều lưu giữ tại Viện Nghiên cứu Trung y dược Quảng Tây (GXMI).[4]

## Tên gọi
Tên gọi trong tiếng Việt là gừng tía, gừng đỏ hay gừng dại. Lưu ý rằng tên gọi gừng đỏ cũng dùng cho loài Z. rubens; còn tên gọi gừng dại cũng dùng cho loài Z. zerumbet.
Tên gọi trong một số ngôn ngữ khác: vuna ardrukum, vana ardraka trong tiếng Phạn, bunádá, banada (gừng dại) trong tiếng Hindu, tiếng Bengal, carpuspoo, karpushpoo (nghệ nhỏ) trong tiếng Telingas, kadu shunti tại Kannada. Tại Malesia gọi là bangel, bangle, bangley, bunglai, bolai.

## Từ nguyên
Tính từ định danh purpureum (giống đực: purpureus, giống cái: purpurea) có nghĩa là màu tía; ở đây để nói tới màu các lá bắc của cụm hoa loài này.

## Phân bố
Loài này là bản địa khu vực Ấn Độ (gồm cả Assam), Bangladesh, Đông Himalaya, Myanmar nhưng đã du nhập và được trồng rộng rãi tại Borneo, Campuchia, đông nam Trung Quốc, Cuba, Cộng hòa Dominica, Haiti, quần đảo Sunda Nhỏ, Malaysia bán đảo, Philippines, Puerto Rico, Sri Lanka, Thái Lan, Việt Nam.

## Phân loại
Baker (1892) và Schumann (1904) xếp Z. cassumunar (= Z. purpureum) trong tổ Lampugium / Lampuzium (= tổ Zingiber). Nó là một thành viên của nhóm Z. montanum; bao gồm Z. corallinum, Z. griffithii, Z. idae, Z. montanum, Z. neesanum, Z. purpureum, Z. tenuiscapus.

## Mô tả
Thân rễ lâu năm, dạng củ, khi tươi màu từ vàng tươi tới vàng sẫm, da cam sẫm hay vàng lục, có sọc, mọng và có đốt như gừng, nhưng lớn hơn; với nhiều sợi rễ dài, mọng, màu trắng; có mùi long não nồng, rất không dễ chịu, vị nóng, hăng, đắng. Thân lá 1, dạng một năm, thẳng đứng, cao 90-150(-200) cm, được bao bọc hoàn toàn trong các bẹ lá xếp lợp. Lá xếp thành 2 dãy, gần nhau, không cuống, trên các bẹ lá, thẳng-hình mác tới thuôn dài-hình mác, đỉnh thon nhỏ dần-nhọn thon, đáy thuôn tròn; mặt trên màu xanh lục sẫm, nhẵn; mặt dưới nhạt hơn có lông nhung với gân cũng có lông giống như bẹ lá; dài (20-)30–60 cm, rộng (2-)5-7,5 cm. Bẹ hơi có lông ở mặt ngoài, mép có lông rung nhọn, miệng kết thúc bằng nhú dạng lưỡi bẹ ở mỗi bên của điểm nối phiến lá. Cán hoa ở bên, mọc từ thân rễ, dài (7,5-)15-30(-35) cm, được bao bọc trong vài (5-6) bẹ dạng vảy thuôn dài hoặc hình elip xếp lợp, màu nâu đỏ gỉ sắt, có lông nhung. Cành hoa bông thóc thuôn dài, dài (8-)10–15 cm, đường kính 3,8–5 cm, hình elipxoit hoặc hình thoi tới hình nón thông, kết đặc, đỉnh nhọn, xếp lợp chặt với nhiều lá bắc hình trứng ngược tới hình trứng rộng, 2,5-3,8 × 2,5-3,8 cm, nhọn tới nhọn thon, màu từ nâu đỏ gỉ sắt tới màu ánh đỏ ánh xanh lục (chỗ lộ ra), có lông nhung, về phía đỉnh có lông rung, mép dạng màng, màu xanh lục ánh trắng hoặc nhạt màu hơn; các lá bắc trong hình trứng rộng, chẻ đôi. Hoa 1 mỗi lá bắc, nở kế tiếp nhau, lớn, mọi bộ phận đồng nhất từ màu vàng lưu huỳnh nhạt tới màu ánh trắng. Đài hoa kép. Vòng ngoài nhẵn nhụi, dạng mo, 3 răng, có thể coi là lá bắc [con]; chèn xung quanh đáy bầu nhụy, cũng như vòng trong hay bao hoa thật sự, bao quanh nó (vòng trong) hoàn toàn. Khi ép giãn có hình xoan. Vòng trong hay bao hoa thật sự, thượng, 1 lá, hơi lồi, dạng màng, 3 răng, mặt ngoài chẻ gần tới giữa, màu trắng, nhẵn bóng. Ống tràng thanh mảnh, dài như vảy (lá bắc) của cành hoa bông thóc, các thùy dài không bằng nhau; thùy trên vòng ngoài (thùy tràng lưng) hình thuyền, nhô ra phía trên chỉ nhị hình mỏ, dài 2,3-2,5 cm, rộng và lõm hơn các thùy dưới; 2 thùy dưới (thùy tràng bên) dài bằng nhau, hẹp hơn, uốn ngược và đỡ phía dưới cánh môi, thẳng-hình mác, màu ánh vàng trắng. Vòng trong hay cánh môi 3 thùy, đỉnh có khía răng cưa, mép hơi quăn, màu trắng ánh vàng tới vàng nhạt, không đốm; thùy giữa hình gần tròn, 1,9-2 × 1,9–2 cm, chẻ đôi sâu, đỉnh có khía răng cưa hay khía tai bèo; các thùy bên hình tai đến hình trứng, dài bằng nhau, ngắn hơn, ở đáy, lớn, thuôn dài, đỉnh tù hoặc nhọn. Nhị màu trắng ánh vàng, ngắn hơn cánh môi. Chỉ nhị nhô ra phía sau bao phấn, trong mỏ có rãnh hình dùi. Bao phấn kép, các thùy có rãnh, kết thúc bằng mỏ dài, hình dùi, uốn ngược. Vòi nhụy thanh mảnh, ở đáy có 2 nhú hình dùi. Đầu nhụy có lỗ nhỏ, lõm, đơn. Quả nang nhỏ, hình tròn. Ra hoa trong mùa mưa, tháng 7-8. Hạt chín tháng 11-12.
Z. purpureum khác với Z. montanum ở chỗ các lá bắc của cụm hoa có màu từ đỏ sẫm tới nâu hạt dẻ, ánh tía hoặc hầu như màu nâu, thường với mép màu ánh xanh lục, cũng như hoa với cánh môi và nhị lép bên màu kem trắng không đốm trong khi ở Z. montanum thì các lá bắc của cụm hoa có màu đỏ thắm và hoa với cánh môi và nhị lép bên màu đỏ ánh tía sẫm như màu máu khô và lốm đốm màu trắng-kem.

## Sử dụng
Được sử dụng làm thuốc. Trong y học cổ truyền Việt Nam, gừng tía được dùng chữa lỵ mãn tính, ngoài ra ở nhiều nước Đông Nam Á còn dùng thân rễ chữa tiêu chảy, bệnh tả, kiết lỵ, kích thích tiêu hóa, thuốc chữa đau dạ dày.

## Hình ảnh

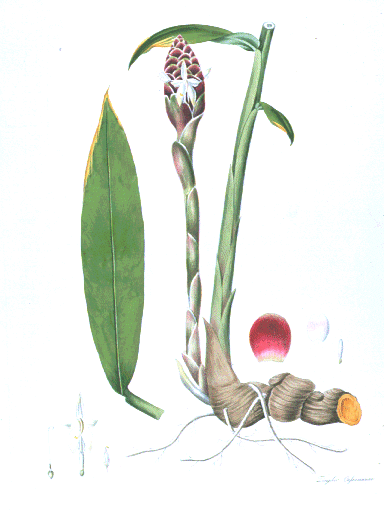
Zingiber cassumunar trong Monandrian Plants of the Order Scitamineae (1828).
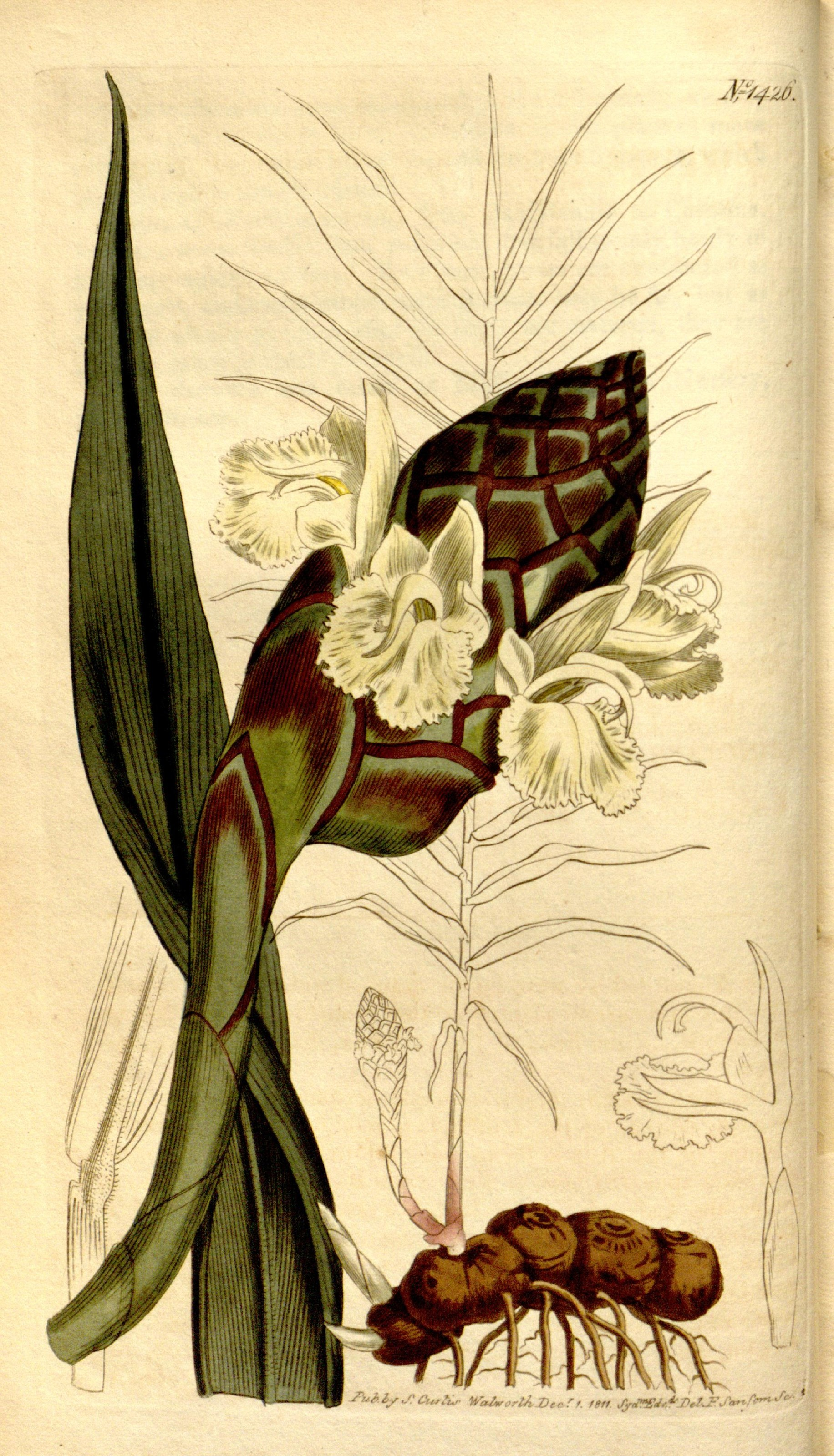
Zingiber cassumunar trong Curtis's botanical magazine (1811-1812).
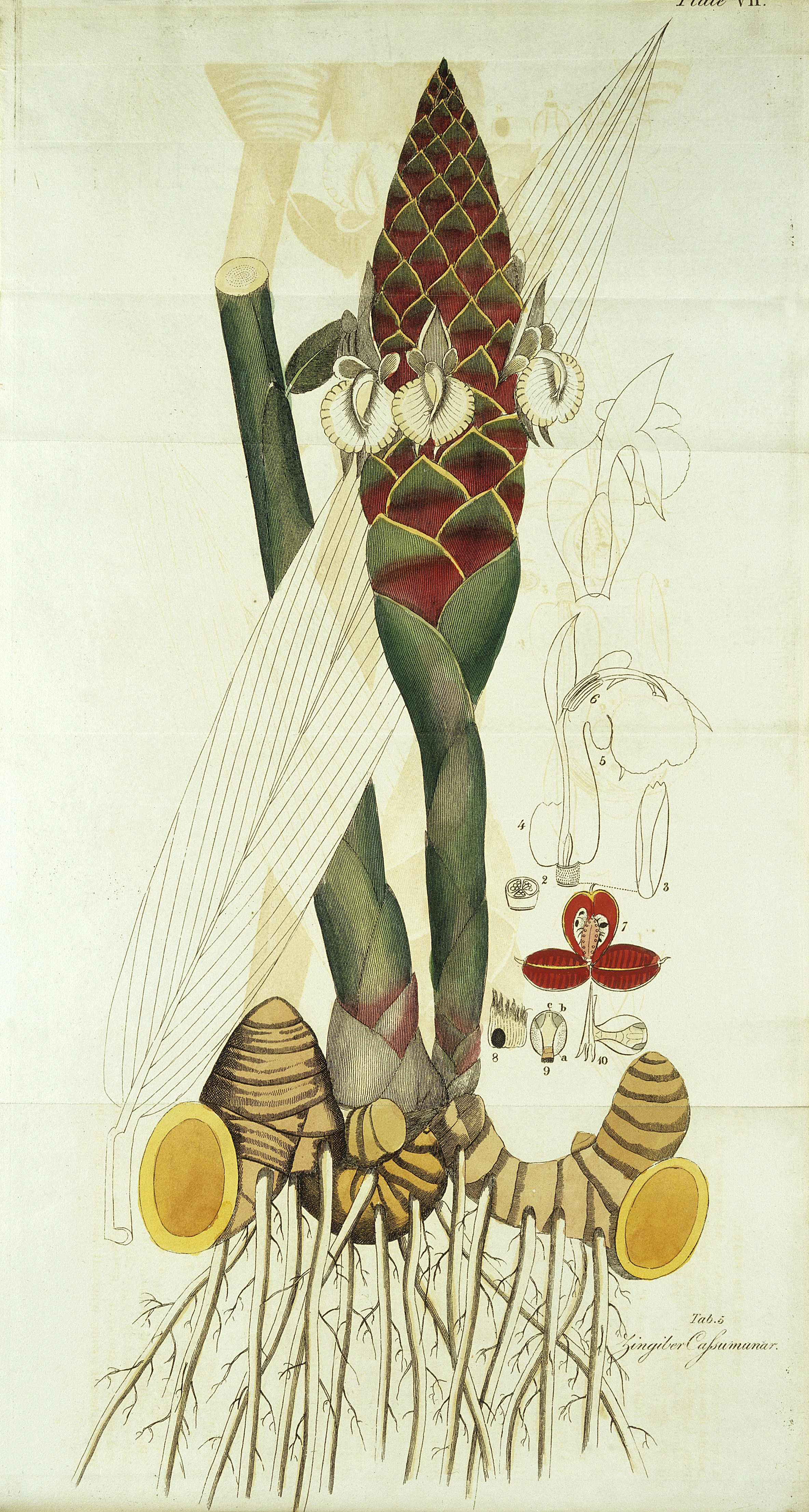
Zingiber cassumunar trong A catalogue of Indian medicinal plants and drugs, with their names in the Hindustani and Sanscrit Languages (1812).
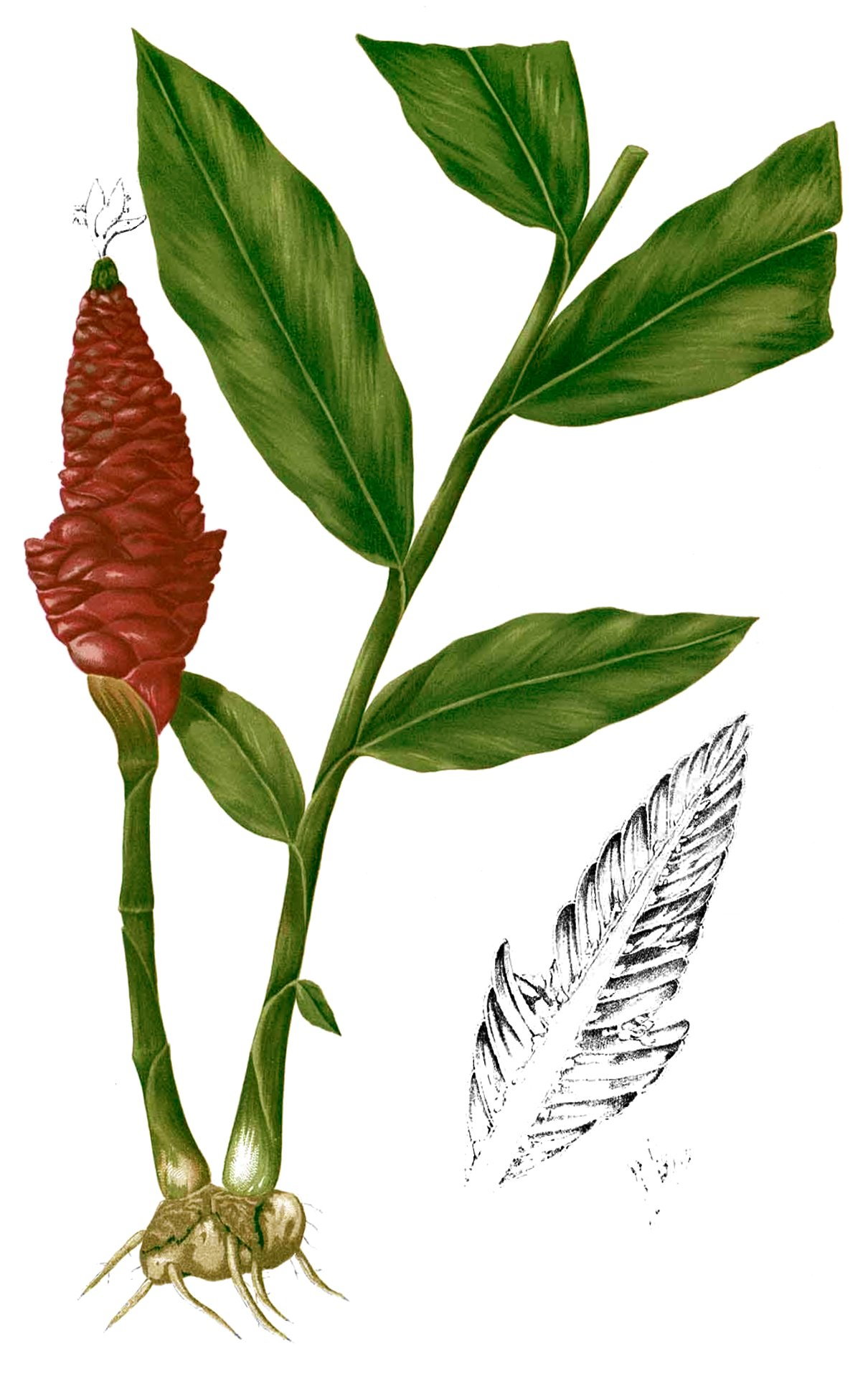
Zingiber cassumunar trong Flora de Filipinas (1883).